# Dingo Bar
Le Dingo American bar et restaurant au 10, rue Delambre, dans le quartier du Montparnasse de Paris, est un ancien bar historique parisien, ayant ouvert ses portes en 1923 par Louis Wilson et rendu célèbre en 1924 par l'arrivée de Jimmie Charters (un ex-boxeur professionnel toujours de bonne humeur) au bar.
Plus communément appelé le Dingo Bar, il était l'un des rares établissements de l'époque à rester ouvert toute la nuit. Il est devenu le lieu de prédilection de nombreux artistes et écrivains anglophones, surtout américains, qui habitaient Paris dans les années 1920 et 1930.

## La clientèle duDingo Bar
Parmi les membres de « The Lost Generation » (« La génération perdue »), habitués du Dingo Bar, Ernest Hemingway et F. Scott Fitzgerald sont les noms les plus souvent cités.
On retrouve aussi des artistes comme Hilaire Hiler (un temps gérant), Morrill Cody, Émile Savitry, Man Ray, Evan Shipman, Aleister Crowley, Pablo Picasso, Kiki de Montparnasse, Nancy Cunard et Isadora Duncan, cette dernière venant directement de son appartement dans la même rue, situé en face du bar,.
Ici il y eut de nombreuses rencontres entre  Ernest Hemingway et Ford Madox Ford après la création du magazine littéraire The Transatlantic Review, où Ernest Hemingway publia ses premiers textes et fut le rédacteur invité de l'édition d'août 1924.
De retour à Paris au début des années 1920, Jules Pascin s'installe au 3 rue Joseph-Bara. C'est à cette époque que Pascin devient le véritable symbole de la bohème parisienne, le « Prince de Montparnasse » et le « Prince des Trois Montagnes ». Toujours tiré à quatre épingles et coiffé de son chapeau melon, il avait sa table au Dingo Bar.

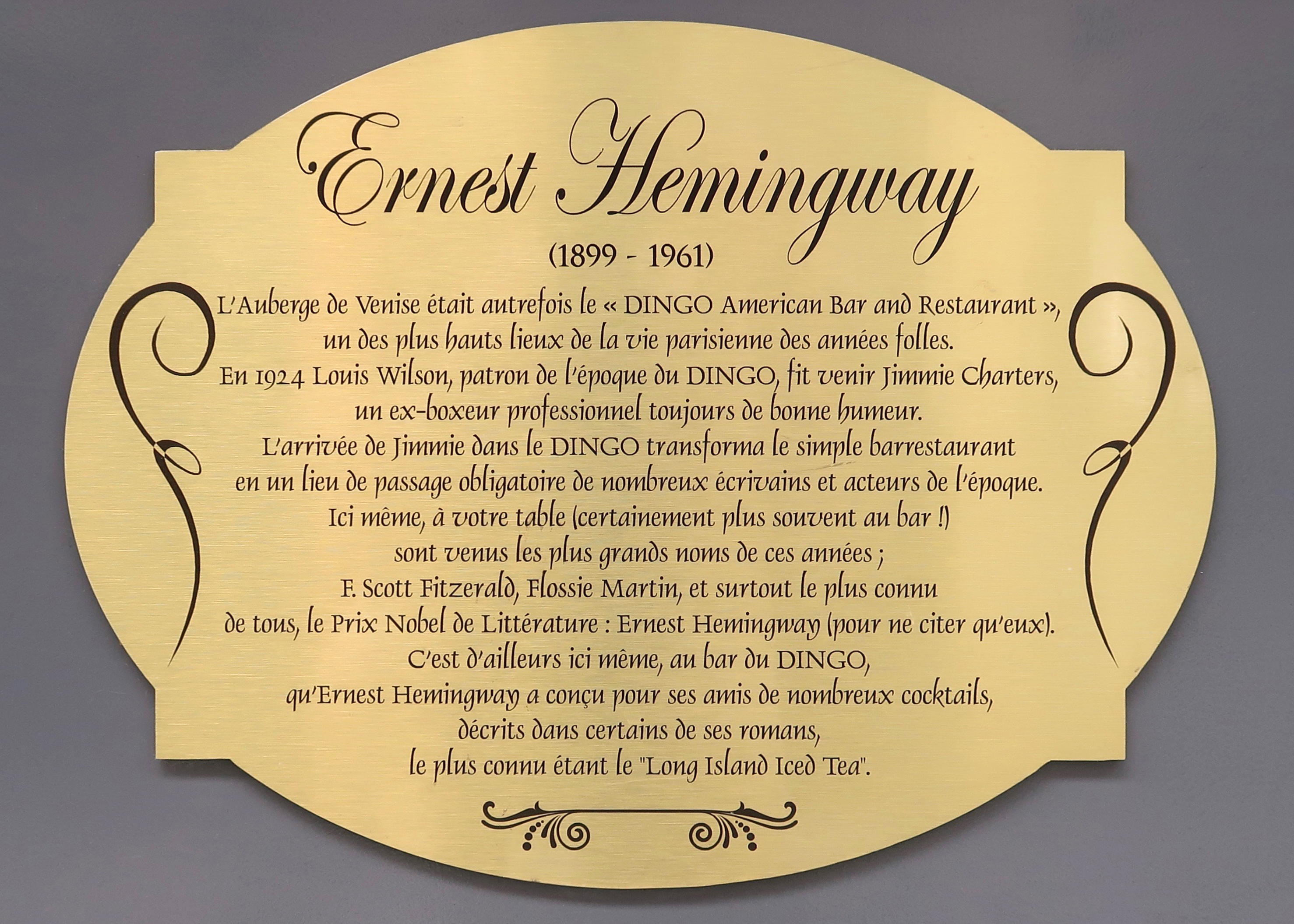
Plaque devant le restaurant.

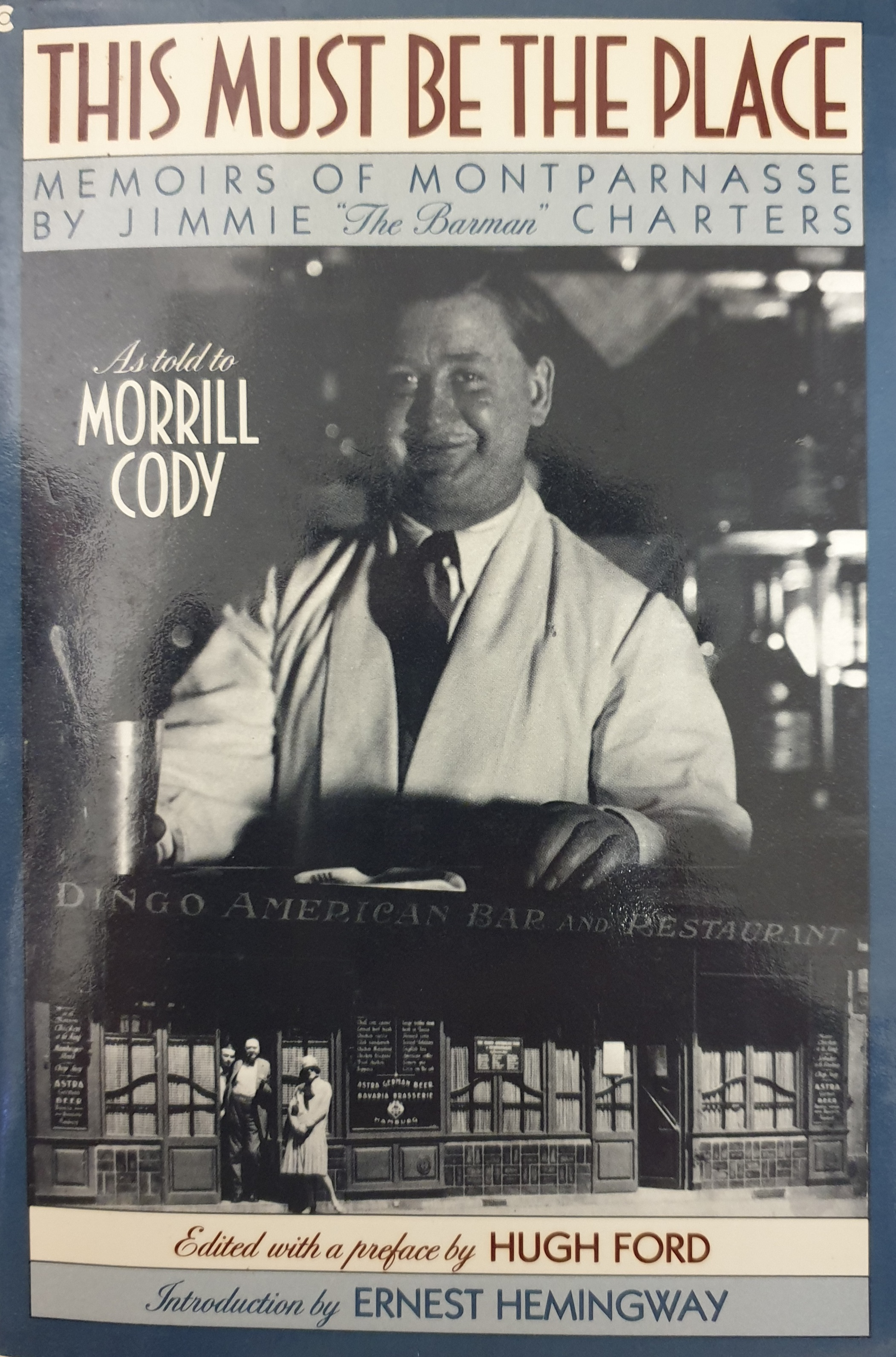
Le Dingo Bar pendant Jimmie Charters.

## LeDingo Bardans la littérature
Ce lieu a été mentionné par Ernest Hemingway dans son livre Paris est une fête comme étant celui où il a rencontré F. Scott Fitzgerald pour la première fois, fin d'avril 1925, deux semaines après la publication de Gatsby le Magnifique,,, et pour avoir rencontré Lady Duff Twysden, une mondaine britannique surtout connue pour avoir été le modèle de Brett Ashley dans le roman d' Ernest Hemingway de 1926, Le Soleil se lève aussi.
Le succès du Dingo à cette époque a surtout été dû à son barman, Jimmie Charters, un ancien boxeur de Liverpool, très populaire. Son livre This Must Be the Place: Memoirs of Montparnasse, publié en 1934, a été édité par Morrill Cody (en) avec une introduction d'Ernest Hemingway, illustré par Ivan Opffer et Hilaire Hiler.
Ce lieu est également mentionné dans le livre de Jean Monnier Elizabeth Craig, une vie célinienne, ce livre est avant tout l'histoire de cette artiste américaine en avance sur son temps. Danseuse de revue à Broadway, Craig (1902-1989) mène une vie d'aventures qui la conduit au milieu des années 1920 dans le Paris des Années folles. Elle vivra une passion avec Louis-Ferdinand Céline mais ce n'est qu'un épisode de sa vie.

## Le Dingo Bar aujourd'hui
Depuis 1989, le lieu est occupé par L'Auberge de Venise Montparnasse,  un restaurant gastronomique italien en style vénitien.  
Le comptoir actuel du bar est toujours celui du Dingo Bar, où Hemingway dit avoir créé et bu plusieurs de ses cocktails préférés, parmi les plus célèbres on trouve le Long Island Tea, créé pour échapper aux contrôles pendant la période de prohibition des années 20 et 30 aux États-Unis,,.